# Megachile seraxensis
Megachile seraxensis är en biart som beskrevs av Radoszkowski 1893. Megachile seraxensis ingår i släktet tapetserarbin, och familjen buksamlarbin. Inga underarter finns listade i Catalogue of Life.